# David Giammarco
David Giammarco é um engenheiro de som canadense. Como reconhecimento, foi indicado Oscar na categoria Melhor Mixagem de Som por Moneyball em 2012, e em 2025 na categoria Melhor Som por A Complete Unknown.